# Turn- und Sportverein München von 1860 1994-1995
Turn- und Sportverein München von 1860
Questa voce raccoglie le informazioni riguardanti il Turn- und Sportverein München von 1860 nelle competizioni ufficiali della stagione 1994-1995.

## Stagione
Nella stagione 1994-1995 il Monaco 1860, allenato da Werner Lorant, concluse il campionato di Bundesliga al 14º posto. In Coppa di Germania il Monaco 1860 fu eliminato agli ottavi di finale dallo Schalke 04.

## Rosa
| N. |                      | Ruolo | Calciatore          |
| -- | -------------------- | ----- | ------------------- |
| 1  | Germania (bandiera)  | P     | Bernd Meier         |
| 2  | Germania (bandiera)  | D     | Alexander Kutschera |
| 3  | Germania (bandiera)  | D     | Thomas Miller       |
| 4  | Croazia (bandiera)   | D     | Elvis Brajković     |
| 5  | Germania (bandiera)  | C     | René Rydlewicz      |
| 6  | Germania (bandiera)  | D     | Bernhard Trares     |
| 8  | Germania (bandiera)  | C     | Manfred Schwabl     |
| 9  | Germania (bandiera)  | A     | Olaf Bodden         |
| 10 | Polonia (bandiera)   | C     | Piotr Nowak         |
| 11 | Germania (bandiera)  | A     | Bernhard Winkler    |
| 12 | Germania (bandiera)  | P     | Rainer Berg         |
| 14 | Germania (bandiera)  | D     | Thomas Schmidt      |
| 19 | Argentina (bandiera) | C     | Ludovico Carrasco   |
| 20 | Serbia (bandiera)    | C     | Miroslav Stević     |

| N. |                      | Ruolo | Calciatore            |
| -- | -------------------- | ----- | --------------------- |
| 21 | Germania (bandiera)  | C     | Jens Dowe             |
| 22 | Germania (bandiera)  | D     | Jens Keller           |
|    | Germania (bandiera)  | P     | Markus Lach           |
|    | Germania (bandiera)  | P     | Rudolf Vidal          |
|    | Germania (bandiera)  | D     | Reiner Maurer         |
|    | Germania (bandiera)  | D     | Ralf Strogies         |
|    | Germania (bandiera)  | D     | Uwe Wolf              |
|    | Turchia (bandiera)   | D     | Timur Yanyali         |
|    | Germania (bandiera)  | C     | Roland Kneißl         |
|    | Germania (bandiera)  | C     | Armin Störzenhofecker |
|    | Germania (bandiera)  | A     | Guido Erhard          |
|    | Danimarca (bandiera) | A     | Hans Band             |
|    | Austria (bandiera)   | A     | Peter Pacult          |

## Organigramma societario
Area tecnica
- Allenatore: Werner Lorant
- Allenatore in seconda: Gino Lettieri
- Preparatore dei portieri:
- Preparatori atletici:

## Calciomercato

### Sessione estiva
| Acquisti | Acquisti            | Acquisti         | Acquisti |
| R.       | Nome                | da               | Modalità |
| -------- | ------------------- | ---------------- | -------- |
| A        | Olaf Bodden         | Hansa Rostock    |          |
| C        | Manfred Schwabl     | Wacker Innsbruck |          |
| D        | Elvis Brajković     | Rijeka           |          |
| C        | Jens Dowe           | Hansa Rostock    |          |
| C        | Peter Knäbel        | Saarbrücken      |          |
| D        | Alexander Kutschera | Uerdingen 05     |          |
| C        | Piotr Nowak         | Dinamo Dresda    |          |
| C        | René Rydlewicz      | Bayer Leverkusen |          |
| D        | Thomas Schmidt      | Friburgo         |          |
| C        | Miroslav Stević     | Dinamo Dresda    |          |
| P        | Rudolf Vidal        | Unterhaching     |          |
| D        | Uwe Wolf            | Norimberga       |          |

| Cessioni | Cessioni            | Cessioni     | Cessioni |
| R.       | Nome                | a            | Modalità |
| -------- | ------------------- | ------------ | -------- |
| C        | Albert Gröber       | Unterhaching |          |
| C        | Andreas Hartig      | Unterhaching |          |
| C        | Niels Schlotterbeck | Hannover 96  |          |
| C        | Peter Zeiler        | Unterhaching |          |
| C        | Thomas Ziemer       | Magonza      |          |

### Sessione invernale
| Acquisti | Acquisti | Acquisti | Acquisti |
| R.       | Nome     | da       | Modalità |
| -------- | -------- | -------- | -------- |

| Cessioni | Cessioni        | Cessioni     | Cessioni |
| R.       | Nome            | a            | Modalità |
| -------- | --------------- | ------------ | -------- |
| D        | Lutz Braun      | Norimberga   |          |
| C        | Peter Knäbel    | San Gallo    |          |
| A        | Mats Lilienberg | IFK Göteborg |          |
| C        | Thomas Seeliger | Wolfsburg    |          |

## Risultati

### Bundesliga

#### Girone di andata
| Arbitro: | Strampe |

|                                              |           |  |
| Riedle 44’ Chapuisat 45’ Franck 76’ Zorc 90’ | Marcatori |  |

| Arbitro: | Jansen |

|  |           |                     |
|  | Marcatori | 50’ Élber 68’ Bobic |

| Arbitro: | Fischer |

|            |           |                |
| Laeßig 28’ | Marcatori | 60’ Lilienberg |

| Arbitro: | Fleske |

|  |           |              |
|  | Marcatori | 10’ Dikhtiar |

| Arbitro: | Malbranc |

|                                  |           |            |
| Bilić 15’ Nowotny 20’ Häßler 79’ | Marcatori | 49’ Trares |

| Arbitro: | Krug |

|                   |           |                                  |
| Pacult 78’ (rig.) | Marcatori | 29’ Schupp 55’ Ziege 87’ Zickler |

| Arbitro: | Osmers |

|                     |           |                   |
| Seeliger 13’ (aut.) | Marcatori | 68’ (rig.) Pacult |

| Arbitro: | Berg |

|            |           |               |
| Miller 40’ | Marcatori | 42’, 50’ Bode |

| Arbitro: | Strampe |

|                       |           |                                 |
| Wegmann 45’ Palma 59’ | Marcatori | 76’ Trares 82’ (aut.) Schneider |

| Arbitro: | Kiefer |

|                                       |           |  |
| Trares 4’ Winkler 35’, 82’ Bodden 65’ | Marcatori |  |

| Arbitro: | Merk |

|                            |           |  |
| Dahlin 66’ Kastenmaier 84’ | Marcatori |  |

| Arbitro: | Osmers |

|          |           |             |
| Dowe 10’ | Marcatori | 31’ Nijhuis |

| Arbitro: | Weber |

|                                 |           |  |
| Schnoor 27’ Spörl 69’ Bäron 73’ | Marcatori |  |

| Arbitro: | Heynemann |

|            |           |             |
| Bodden 71’ | Marcatori | 51’ Kirsten |

| Arbitro: | Habermann |

|                        |           |            |
| Polster 70’ Janßen 85’ | Marcatori | 77’ Pacult |

| Arbitro: | Dardenne |

|           |           |             |
| Kuntz 81’ | Marcatori | 54’ Winkler |

| Arbitro: | Zerr |

|                   |           |           |
| Dowe 9’ Nowak 50’ | Marcatori | 88’ Legat |

#### Girone di ritorno
| Arbitro: | Berg |

|            |           |                                                               |
| Erhard 78’ | Marcatori | 8’ (rig.) Zorc 57’ Sammer 68’ Riedle 85’ Chapuisat 88’ Möller |

| Arbitro: | Aust |

|           |           |         |
| Kruse 41’ | Marcatori | 6’ Dowe |

| Arbitro: | Kasper |

|           |           |              |
| Nowak 70’ | Marcatori | 23’ Feldhoff |

| Arbitro: | Pohlmann |

|                                                                 |           |                          |
| Kohn 27’, 42’ Mulder 30’ Němec 78’ Látal 79’ Lehmann 84’ (rig.) | Marcatori | 53’ Kutschera 85’ Erhard |

| Arbitro: | Wiesel |

|             |           |  |
| Winkler 34’ | Marcatori |  |

| Arbitro: | Dardenne |

|            |           |  |
| Scholl 11’ | Marcatori |  |

| Arbitro: | Strampe |

|                             |           |           |
| Erhard 26’ Winkler 48’, 70’ | Marcatori | 49’ Spies |

| Arbitro: | Werthmann |

|                       |           |  |
| Basler 74’ Herzog 85’ | Marcatori |  |

| Arbitro: | Merk |

|                                           |           |  |
| Rydlewicz 21’ Winkler 29’, 37’ Trares 69’ | Marcatori |  |

| Arbitro: | Casper |

|              |           |           |
| Spanring 54’ | Marcatori | 42’ Nowak |

| Arbitro: | Habermann |

|                     |           |  |
| Bodden 24’ Dowe 74’ | Marcatori |  |

| Arbitro: | Steinborn |

|             |           |            |
| Wohlert 56’ | Marcatori | 39’ Erhard |

| Arbitro: | Dardenne |

|            |           |                   |
| Bodden 38’ | Marcatori | 79’ Breitenreiter |

| Arbitro: | Wagner |

|  |           |                         |
|  | Marcatori | 45’ Nowak 82’ Rydlewicz |

| Arbitro: | Zerr |

|                      |           |              |
| Nowak 31’ Bodden 41’ | Marcatori | 85’ Labbadia |

| Arbitro: | Schmidt |

|             |           |                         |
| Winkler 17’ | Marcatori | 13’ Haber 41’, 66’ Kuka |

| Arbitro: | Krug |

|                                       |           |             |
| Dowe 10’ (aut.) Okocha 39’ Becker 53’ | Marcatori | 46’ Winkler |

### Coppa di Germania
| Arbitro: | Heynemann |

|                                                 |                      |                                            |
| Nierlich Feetz Hammermüller Pfitzner König Klee | Tiri di rigore 3 – 4 | Pacult Stević Dowe Keller Seeliger Winkler |

| Arbitro: | Ziller |

|                                |                      |                      |
| Winkler 70’                    | Marcatori            | 60’ Dooley           |
| Pacult Winkler Seeliger Trares | Tiri di rigore 4 – 1 | Lupescu Wörns Völler |

| Arbitro: | Heynemann |

|            |           |                          |
| Bodden 26’ | Marcatori | 74’ Mulder 113’ Dikhtiar |

## Statistiche

### Statistiche di squadra
| Competizione      | Punti | In casa | In casa | In casa | In casa | In casa | In casa | In trasferta | In trasferta | In trasferta | In trasferta | In trasferta | In trasferta | Totale | Totale | Totale | Totale | Totale | Totale | DR  |
| Competizione      | Punti | G       | V       | N       | P       | Gf      | Gs      | G            | V            | N            | P            | Gf           | Gs           | G      | V      | N      | P      | Gf     | Gs     | DR  |
| ----------------- | ----- | ------- | ------- | ------- | ------- | ------- | ------- | ------------ | ------------ | ------------ | ------------ | ------------ | ------------ | ------ | ------ | ------ | ------ | ------ | ------ | --- |
| Bundesliga        | 35    | 17      | 7       | 4       | 6       | 26      | 23      | 17           | 1            | 7            | 9            | 15           | 34           | 34     | 8      | 11     | 15     | 41     | 57     | -16 |
| Coppa di Germania | -     | 2       | 0       | 1       | 1       | 2       | 3       | 1            | 0            | 1            | 0            | 0            | 0            | 3      | 0      | 2      | 1      | 2      | 3      | -1  |
| Totale            | 35    | 19      | 7       | 5       | 7       | 28      | 26      | 18           | 1            | 8            | 9            | 15           | 34           | 37     | 8      | 13     | 16     | 43     | 60     | -17 |

### Andamento in campionato
| Giornata  | 1  | 2  | 3  | 4  | 5  | 6  | 7  | 8  | 9  | 10 | 11 | 12 | 13 | 14 | 15 | 16 | 17 | 18 | 19 | 20 | 21 | 22 | 23 | 24 | 25 | 26 | 27 | 28 | 29 | 30 | 31 | 32 | 33 | 34 |
| --------- | -- | -- | -- | -- | -- | -- | -- | -- | -- | -- | -- | -- | -- | -- | -- | -- | -- | -- | -- | -- | -- | -- | -- | -- | -- | -- | -- | -- | -- | -- | -- | -- | -- | -- |
| Luogo     | T  | C  | T  | C  | T  | C  | T  | C  | T  | C  | T  | C  | T  | C  | T  | T  | C  | C  | T  | C  | T  | C  | T  | C  | T  | C  | T  | C  | T  | C  | T  | C  | C  | T  |
| Risultato | P  | P  | N  | P  | P  | P  | N  | P  | N  | V  | P  | N  | P  | N  | P  | N  | V  | P  | N  | N  | P  | V  | P  | V  | P  | V  | N  | V  | N  | N  | V  | V  | P  | P  |
| Posizione | 18 | 18 | 18 | 18 | 18 | 18 | 18 | 18 | 17 | 16 | 16 | 16 | 16 | 16 | 17 | 16 | 15 | 16 | 15 | 15 | 17 | 16 | 16 | 15 | 15 | 15 | 14 | 14 | 14 | 14 | 14 | 14 | 14 | 14 |

Legenda:

Luogo: C = Casa; T = Trasferta. Risultato: V = Vittoria; N = Pareggio; P = Sconfitta.

### Statistiche dei giocatori
| Giocatore          | Bundesliga | Bundesliga | Bundesliga  | Bundesliga | Coppa di Germania | Coppa di Germania | Coppa di Germania | Coppa di Germania | Totale   | Totale | Totale      | Totale     |
| Giocatore          | Presenze   | Reti       | Ammonizioni | Espulsioni | Presenze          | Reti              | Ammonizioni       | Espulsioni        | Presenze | Reti   | Ammonizioni | Espulsioni |
| ------------------ | ---------- | ---------- | ----------- | ---------- | ----------------- | ----------------- | ----------------- | ----------------- | -------- | ------ | ----------- | ---------- |
| R. Berg            | 8          | 0          | 1           | 0          | 1                 | 0                 | 0                 | 0                 | 9        | 0      | 1           | 0          |
| O. Bodden          | 17         | 5          | 6           | 0          | 1                 | 1                 | 0                 | 0                 | 18       | 6      | 6           | 0          |
| E. Brajković       | 9          | 0          | 3           | 0          | 0                 | 0                 | 0                 | 0                 | 9        | 0      | 3           | 0          |
| L. Braun           | 1          | 0          | 0           | 0          | 0                 | 0                 | 0                 | 0                 | 1        | 0      | 0           | 0          |
| J. Dowe            | 31         | 4          | 2           | 0          | 2                 | 0                 | 0                 | 0                 | 33       | 4      | 2           | 0          |
| G. Erhard          | 16         | 4          | 3           | 0          | 0                 | 0                 | 0                 | 0                 | 16       | 4      | 3           | 0          |
| J. Keller          | 4          | 0          | 1           | 0          | 1                 | 0                 | 0                 | 0                 | 5        | 0      | 1           | 0          |
| R. Kneißl          | 1          | 0          | 0           | 0          | 0                 | 0                 | 0                 | 0                 | 1        | 0      | 0           | 0          |
| P. Knäbel          | 2          | 0          | 1           | 0          | 0                 | 0                 | 0                 | 0                 | 2        | 0      | 1           | 0          |
| A. Kutschera       | 25         | 1          | 3           | 1          | 1                 | 0                 | 0                 | 0                 | 26       | 1      | 3           | 1          |
| M. Lach            | 0          | 0          | 0           | 0          | 0                 | 0                 | 0                 | 0                 | 0        | 0      | 0           | 0          |
| M. Lilienberg      | 6          | 1          | 0           | 0          | 1                 | 0                 | 0                 | 0                 | 7        | 1      | 0           | 0          |
| R. Maurer          | 2          | 0          | 0           | 0          | 0                 | 0                 | 0                 | 0                 | 2        | 0      | 0           | 0          |
| B. Meier           | 26         | 0          | 0           | 0          | 3                 | 0                 | 0                 | 0                 | 29       | 0      | 0           | 0          |
| T. Miller          | 31         | 1          | 4           | 1          | 3                 | 0                 | 1                 | 0                 | 34       | 1      | 5           | 1          |
| P. Nowak           | 27         | 5          | 4           | 1          | 1                 | 0                 | 0                 | 0                 | 28       | 5      | 4           | 1          |
| P. Pacult          | 16         | 3          | 0           | 0          | 3                 | 0                 | 0                 | 0                 | 19       | 3      | 0           | 0          |
| R. Rydlewicz       | 18         | 2          | 2           | 0          | 0                 | 0                 | 0                 | 0                 | 18       | 2      | 2           | 0          |
| T. Schmidt         | 7          | 0          | 4           | 1          | 1                 | 0                 | 0                 | 0                 | 8        | 0      | 4           | 1          |
| M. Schwabl         | 27         | 0          | 7           | 2          | 2                 | 0                 | 1                 | 0                 | 29       | 0      | 8           | 2          |
| T. Seeliger        | 7          | 0          | 2           | 0          | 3                 | 0                 | 0                 | 0                 | 10       | 0      | 2           | 0          |
| M. Stević          | 24         | 0          | 4           | 0          | 2                 | 0                 | 1                 | 0                 | 26       | 0      | 5           | 0          |
| R. Strogies        | 19         | 0          | 6           | 0          | 2                 | 0                 | 0                 | 0                 | 21       | 0      | 6           | 0          |
| A. Störzenhofecker | 27         | 0          | 4           | 0          | 3                 | 0                 | 0                 | 0                 | 30       | 0      | 4           | 0          |
| B. Trares          | 31         | 4          | 7           | 3          | 3                 | 0                 | 1                 | 0                 | 34       | 4      | 8           | 3          |
| R. Vidal           | 0          | 0          | 0           | 0          | 0                 | 0                 | 0                 | 0                 | 0        | 0      | 0           | 0          |
| B. Winkler         | 26         | 10         | 6           | 2          | 3                 | 1                 | 1                 | 0                 | 29       | 11     | 7           | 2          |
| U. Wolf            | 9          | 0          | 5           | 0          | 1                 | 0                 | 1                 | 0                 | 10       | 0      | 6           | 0          |
| T. Yanyali         | 16         | 0          | 4           | 1          | 2                 | 0                 | 0                 | 0                 | 18       | 0      | 4           | 1          |